# Maksut Igorewitsch Schadajew

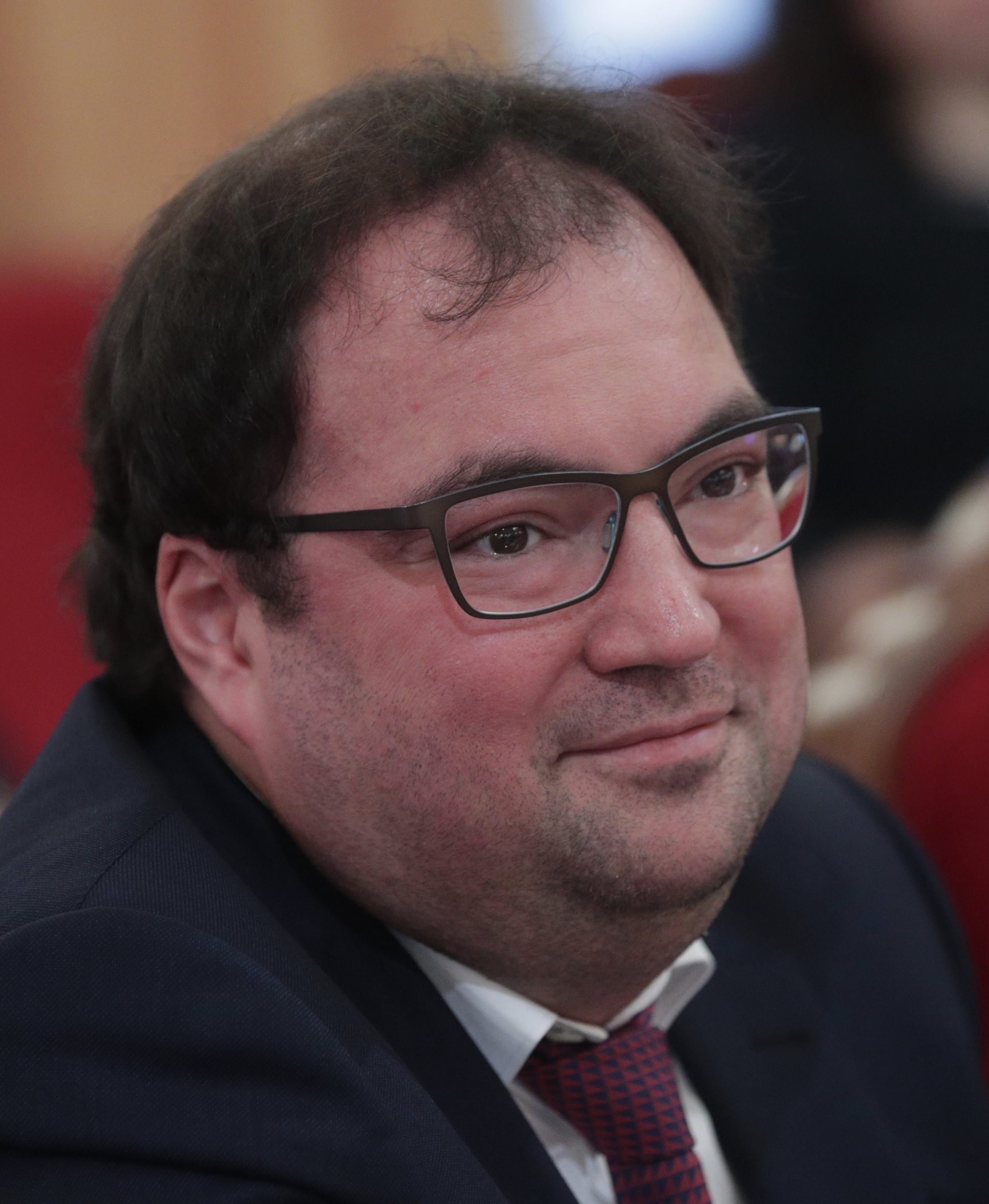
Maksut Igorewitsch Schadajew

Maksut Igorewitsch Schadajew (russisch Максут Игоревич Шадаев; * 11. November 1979 in Moskau, RSFSR, UdSSR) ist ein russischer Politiker und Staatsmann. Seit dem 21. Januar 2020 ist er amtierender Minister für digitale Entwicklung, Kommunikation und Massenmedien Russlands.

## Leben
Seit 1999 ist Schadajew in der Informations- und Kommunikationstechnologiebranche tätig. Zwischen 2000 und 2001 war er Direktor für digitale Strategie bei der Firma „Arrava Internet Advisors“. Von 2002 bis 2004 arbeitete er in der Holding „IBS Group“ (heutzutage eines der größten IT-Unternehmen Russlands).
2004 schloss er ein Studium in Sozialwissenschaften an der Russischen Staatlichen Sozialen Universität ab. Im selben Jahr wurde er zum Berater des damaligen Ministers für Informationstechnologie und Kommunikation Leonid Dododschonowitsch Reiman. Mit der Umbenennung des Ministeriums für Informationstechnologien und Kommunikation im Mai 2008 in das Ministerium für Kommunikation und Massenmedien übernahm Schadajew den Posten des Abteilungsleiters für staatliche Politik im Bereich der Informationstechnologien unter Igor Olegowitsch Schtschogolew.
Im Jahr 2012 wurde er zum Berater von Sergei Jewgenjewitsch Naryschkin, dem Vorsitzenden der Staatsduma. Im Februar 2014 rückte er zum Minister für öffentliche Verwaltung, Informationstechnologien und Kommunikation der Oblast Moskau. Im September 2018 erhielt Schadajew eine neue Position als Vizepräsident des Telekommunikationsunternehmens „Rostelecom“.
Per Beschluss des russischen Präsidenten Wladimir Putin wurde Schadajew am 21. Januar 2020 zum Minister für digitale Entwicklung, Kommunikation und Massenmedien Russlands berufen. Vier Jahre später wurde er im Amt bestätigt.